# Peter Petersen (Politiker, 1891)
Jens Peter Hans Johan Petersen (* 19. Oktober 1891 in Maniitsoq; † nach 1926) war ein grönländischer Landesrat.

## Leben
Peter Petersen war der Sohn des Jägers William Tobias Efraim Jefta Thomas Petersen (1856–?) und dessen Frau Eleonora Josefa Agnete Margrete Maria Poulsen (1860–?). Am 30. Mai 1915 heiratete er in Maniitsoq Charlothe Mathilde Elisabeth Josefsen (1895–?), Tochter des Jägers Josef Elisæus Magnus Anders Josefsen (1843–?) und dessen Frau Karoline Sabine Agathe Lynge (1845–?). Er lebte als Jäger in Maniitsoq und vertrat 1926 seinen Cousin Ole Petersen im südgrönländischen Landesrat.